# Christian Blomeyer
Christian Blomeyer (* 1961) ist Jurist, Sachbuchautor und Kanzler der Universität Regensburg.

## Biografie
Blomeyer studierte Rechtswissenschaften an den Universitäten Freiburg und München und wurde 1994 an der Universität Bayreuth mit seiner Dissertation Das Verbot der mittelbaren Diskriminierung gemäß Art. 119 EGV promoviert.  Nach einer Tätigkeit am Forschungszentrum Jülich  wurde er Kanzler der Fachhochschule Ostfriesland, die später in der Fachhochschule Oldenburg/Ostfriesland/Wilhelmshaven aufging. Seit 2001 ist er Kanzler der Universität Regensburg.
Blomeyer ist Mitglied der Subkommende Regensburg des Johanniterordens und war Präsident des Rotary-Clubs Porta Praetoria in Regensburg.

## Öffentliche Wahrnehmung
Zwischen dem ehemaligen Rektor Thomas Strothotte und Blomeyer gab es Spannungen, die auch in der regionalen und nationalen Presse Aufmerksamkeit fanden. Rektor Strothotte wurde 2012 vom Hochschulrat der Universität Regensburg nicht wiedergewählt und musste nach Ablauf seiner Amtszeit sein Amt aufgeben.
Christian Blomeyer und Wolfgang Schäfers, Professor für Immobilienmanagement an der Universität Regensburg, gerieten im August 2013 in Kritik, da Blomeyer einen Antrag von Schäfers über seine Tätigkeit als Vorstandsvorsitzender der IVG AG in Form einer Nebentätigkeit genehmigt hat. Die Rechtmäßigkeit dieser Genehmigung sowie die Zuständigkeit des Kanzlers wurden in den Medien in Frage gestellt. Schäfers war bereits sechs Jahre von insgesamt neun Jahren Zugehörigkeit zur Universität Regensburg beurlaubt, sodass eine weitere Beurlaubung nicht möglich war.

## Veröffentlichungen
- Das Verbot der mittelbaren Diskriminierung gemäß Art. 119 EGV. Seine Funktion im deutschen Arbeitsrecht. Baden-Baden 1994, Nomos, ISBN 3789035238.
- Professorenbesoldung. Verlag Dashöfer, Hamburg 2007, 2. aktualisierte Auflage 2013, ISBN 978-3-939663-50-8.
- Studiengebühren : Einführung, Übersicht und Ausblick, Verlag Dashöfer, Hamburg 2008, ISBN 978-3-941201-11-8; 2. Auflage unter dem Titel: Studiengebühren und Studienbeiträge. Die Beteiligung der Studierenden an der Finanzierung der Hochschulen. Verlag Dashöfer, Hamburg 2011, ISBN 978-3-89236-001-8.